# Майронис
Майро́нис (лит. Maironis, настоящее имя Йонас Мачюлис; 21 октября [2 ноября] 1862, Пасандравис, ныне Расейнский район — 28 июня 1932, Каунас) — литовский поэт, либреттист, выдающийся представитель литовского романтизма; теолог, католический священник.

## Биография

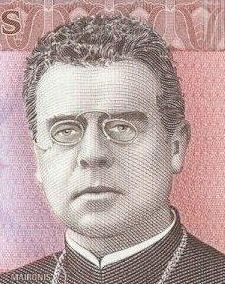
Майронис на банкноте 20 литов

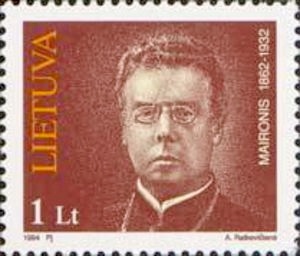
Майронис на почтовой марке Литвы 1994 г.

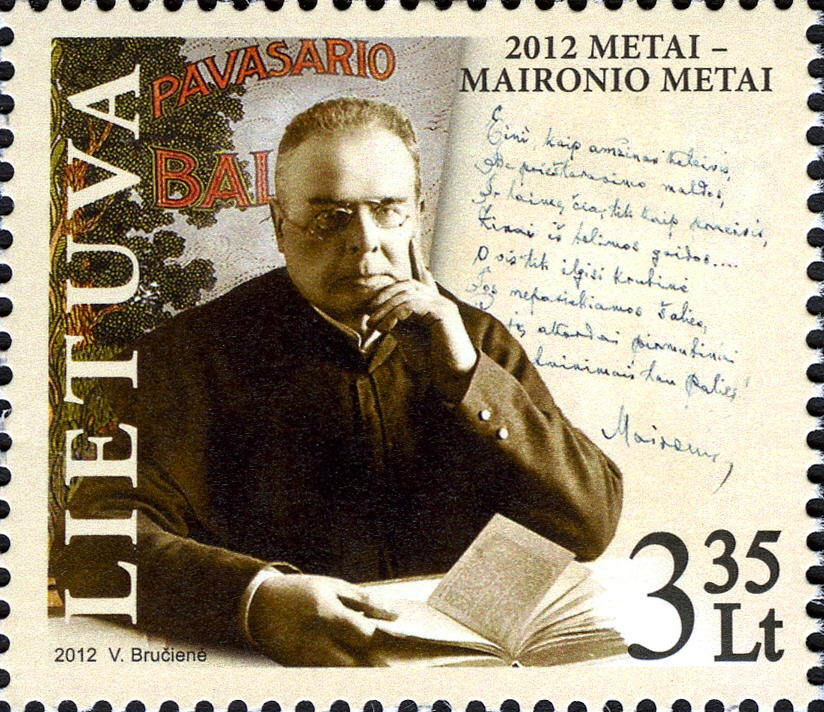
Майронис на почтовой марке Литвы 2012 г.

Родился в крестьянской семье. Начальное образование и владение польским языком получил дома. Учился в Ковенской гимназии в 1873—1883 годах.
В 1883—1884 годах учился на историко-филологическом факультете в Киевском университете Святого Владимира.
В 1884 году по желанию родителей поступил в Ковенскую духовную семинарию, где литовский язык преподавал поэт Антанас Баранаускас. По её окончании в 1888 году продолжил учёбу в петербургской Духовной академии, которую окончил в 1892 году.
В 1892—1894 и 1909—1932 годах преподавал в Ковенской духовной семинарии, в 1909—1932 годах её ректор.
В 1894—1909 годах профессор Петербургской духовной академии; с 1903 года доктор богословия.
В 1922—1932 годах заведующий кафедрой моральной теологии Литовского университета в Каунасе (с 1930 года Университет Витаутаса Великого). В 1923—1924 годах преподавал в этом университете литовскую литературу.
Именем Майрониса названы улицы в Вильнюсе (Улица Майронё), Каунасе и других городах Литвы.
Памятник Майронису работы скульптора Г. Йокубониса и архитектора К. Шешельгиса установлен в Каунасе в 1977 году на Ратушной площади у бывшей семинарии (Литературный музей).

## Творчество

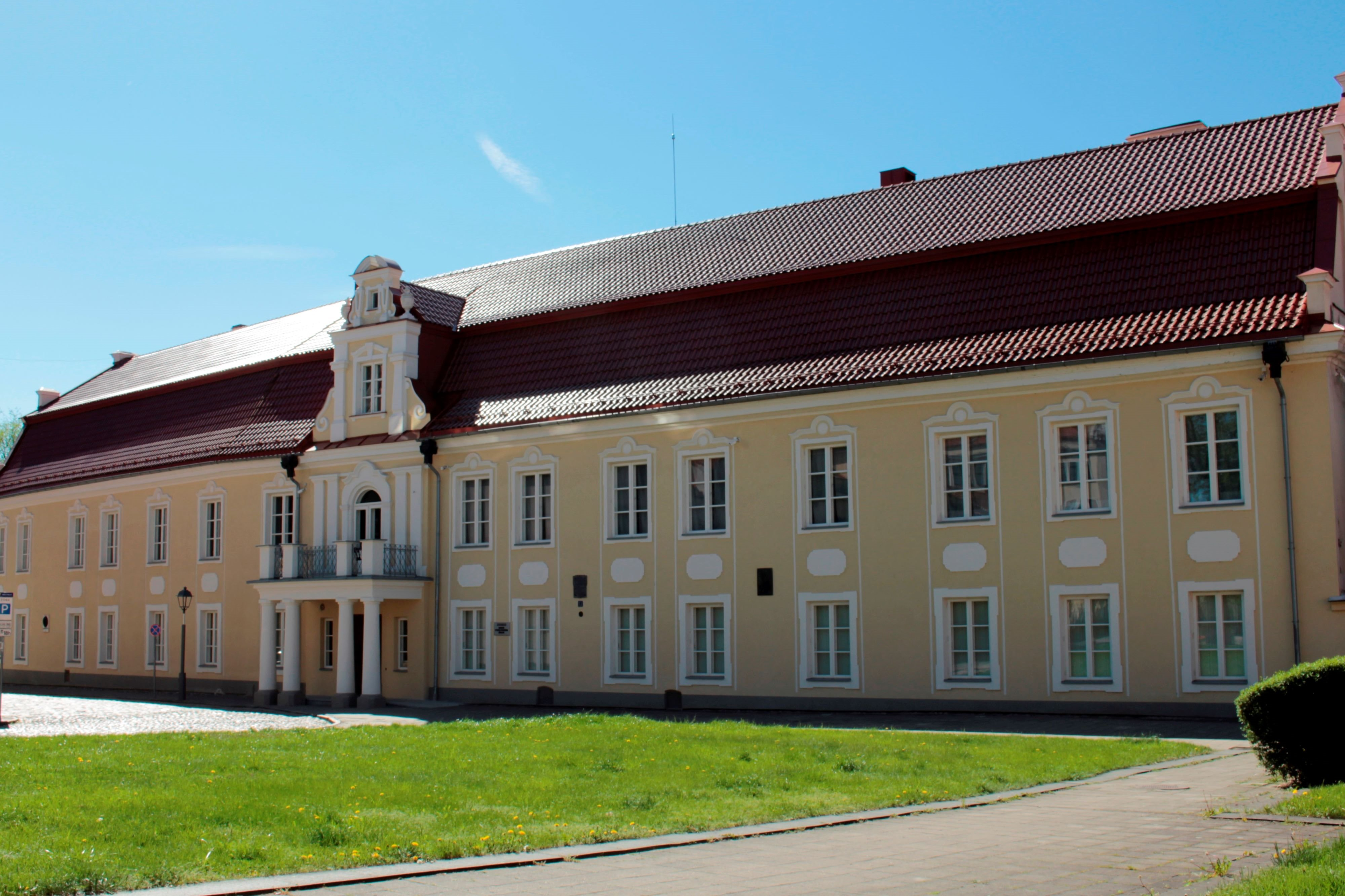
Литературный музей Майрониса в Каунасе

Писать стихи начал с шестого класса на польском языке. На его творчество оказывали влияние произведения польских и русских поэтов — А. Мицкевича, Ю. И. Крашевского, Ю. Словацкого, Пушкина, Лермонтова, также преподавателя Ковенской духовной семинарии А. Баранаускаса.
В 1885 году под псевдонимом Zvalionis опубликовано первое стихотворение «Литовский раб» в газете «Аушра». В 1891 году вышла первая книга «История Литвы, или рассказы о литовском прошлом» под псевдонимом Stanislovas Zanavykas. Псевдонимом Maironis начал пользоваться во время учёбы в петербургской Духовной академии.
В 1895 году вышел этапный для литовской литературы и общественных умонастроений сборник поэзии «Весенние голоса» („Pavasario balsai“). Автор поэм, баллад («Чичинскас», 1919; «Юрате и Каститис», 1920), либретто для опер («Свадьба несчастной Дангуте», 1927; опубликовано в 1930 году), стихотворных драм на темы истории.

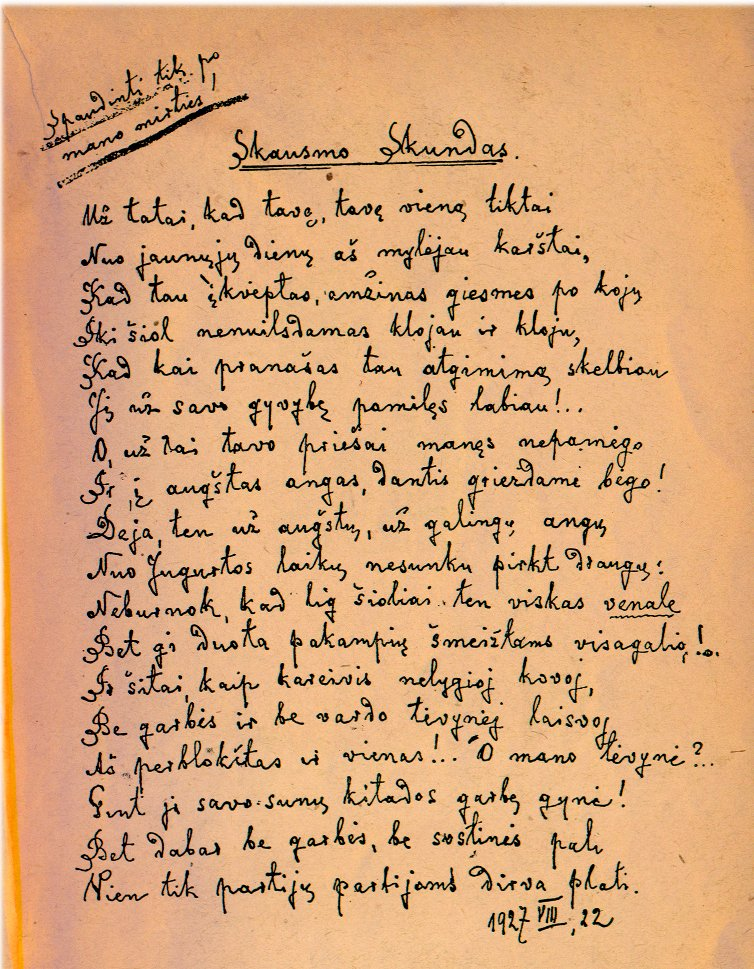
Автограф стихотворения Майрониса

### Произведения
- Сборник «Весенние голоса» (1895)
- Поэмы:
  - «Литва» (1888, не опубликована)
  - «Сквозь муки к чести» (1895)
  - «С горы Бируте»
  - «Молодая Литва»
  - «Магда из Расейняй» (1909)
  - «Наши беды» (1920)
- Либретто:
  - «В чём спасение» (1895)
  - «Свадьба несчастной Дангуте» (1930)
- Историческая драматическая трилогия «Смерть Кейстута» (1921), «Витовт у крестоносцев» (1925), «Великий Витовт — король» (1930)
- Историко-литературные и критические труды:
  - «Краткий обзор литовской письменности» (1906)
  - «Краткая история всемирной литературы» (1926)
- «История Литвы, или рассказы о литовском прошлом» (1891)
- Публицистические статьи, теологические труды
- Переводы поэзии А. Мицкевича, А. Мюссе, Сюлли-Прюдома, гимнов Ригведы.

### Издания
- Jūratė kaj Kastytis: [poemo-fabelo] / į esperanto kalbą vertė PetrasČeliauskas; dailininkas Vladimiras Beresniovas. Kaunas: Rytovarpas, 2005 (Kaunas: Morkūnas ir Ko). 15, [1] p.: iliustr. Tir. 1000 egz. ISBN 9955-646-00-4 (Эсперанто).
- Poezija / parendė Agnė Iešmantaitė. Vilnius: Žaltvykslė, [2005] (Vilnius : Sapnų sala). 90, [1] p. (Mokinio skaitiniai). Tir. 1000 egz. ISBN 9986-06-058-3.
- Майронис. Голоса весны: Стихотворения. Вильнюс, 1987, пер. с литовск. Д. В. Щедровицкого

## Переводы
Стихи Майрониса переводились на английский, польский, эсперанто и другие языки. На русский язык поэзию Майрониса переводили М. Альперт, П. Г. Антокольский, Клара Арсенева, С. В. Ботвинников, Д. Бродский, В. Державин, Георгий Ефремов, М. Замаховская, А. С. Кочетков, В. В. Левик, Э. Левонтин, Сусанна Мар, Г. Миловидова, Н. А. Павлович, М. С. Петровых, Балис Сруога, Л. В. Шифферс, Е. Л. Шкляр,Д. В. Щедровицкий и другие поэты и переводчики.